# عرقون التلال
عرقون التلال (الاسم العلمي:Euphrasia collina) هو نوع غير مؤكد من النباتات يتبع جنس العرقون من الفصيلة الهالوكية.